# フィリップ・デュサール
フィリップ・デュサール（またはデュッサール、Philippe Dussart, 1928年4月9日 - 2013年3月25日）は、フランスの映画プロデューサー、製作主任である。「フィリップ・デュサール」社代表。

## 人物・来歴
フランスのサルト県ル・マンに生まれる。
27歳になる1955年、レ・プロデュクシオン・ド・パリが製作したジョルジュ・ルーキエ監督のドキュメンタリー短篇映画『ルルドとその奇蹟』のプロデューサーとしてクレジットされたのが最初である。同作には助監督として、ジャック・ドゥミが参加している。
33歳になる1961年、アナトール・ドーマンがプロデュースしたロジェ・レーナルト監督の長篇劇映画『真夜中のランデヴー』に製作主任として参加している。同年、ジョルジュ・ド・ボールガールとカルロ・ポンティがプロデュースしたジャン＝リュック・ゴダール監督の『女は女である』、ミシェル・ドヴィル監督の『今夜じゃなきゃダメ』にそれぞれ製作主任として参加し、現場を仕切った。以降、ゴダール作品は『中国女』（1967年）まで、ドヴィル作品は Le Dossier 51 （1978年）まで多くの作品の現場を担当した。
1963年に公開された、アナトール・ドーマンのプロデュース、アラン・レネ監督の『ミュリエル』に製作主任として参加、以降、多くのレネ作品の製作現場を仕切り、1977年公開の『プロビデンス』ではエグゼクティヴプロデューサーとして企画・製作を統括した。
1978年からは、制作プロダクション「フィリップ・デュサール」社代表として、映画を製作した。

## おもなフィルモグラフィ
- ルルドとその奇蹟 Lourdes et ses miracles : 監督ジョルジュ・ルーキエ、助監督ジャック・ドゥミ、1955年 - プロデューサー
- 真夜中のランデヴー Le rendez-vous de minuit : 監督ロジェ・レーナルト、1961年 - 製作主任
- 女は女である Une femme est une femme : 監督ジャン＝リュック・ゴダール、1961年 - 製作主任
- 今夜じゃなきゃダメ Ce soir ou jamais : 監督ミシェル・ドヴィル、1961年 - 製作主任
- かわいい嘘つき女 Adorable menteuse : 監督ミシェル・ドヴィル、1962年 - プロデューサー・製作主任
- アントワーヌとコレット Antoine et Colette : 監督フランソワ・トリュフォー、1962年 - 製作主任
- ミュリエル Muriel, ou le Temps d'un retour : 監督アラン・レネ、1963年 - 製作主任
- 軽蔑 Le mépris : 監督ジャン＝リュック・ゴダール、1963年 - 製作主任
- シェルブールの雨傘 Les parapluies de Cherbourg : 監督ジャック・ドゥミ、1964年 - 製作主任
- はなればなれに Bande à part : 監督ジャン＝リュック・ゴダール、1964年 - 製作主任
- 恋人のいる時間 Une femme mariée: Suite de fragments d'un film tourné en 1964 : 監督ジャン＝リュック・ゴダール、1964年 - 製作主任
- アルファヴィル Alphaville : 監督ジャン＝リュック・ゴダール、1965年 - 製作主任 ノンクレジット
- とどめの一撃 Le coup de grâce : 監督ジャン・ケロール / クロード・デュラン、1965年 - 製作主任
- 幸福 Le bonheur : 監督アニエス・ヴァルダ、1965年 - 製作主任
- ニック・カーターと赤のクローバー Nick Carter et le trèfle rouge : 監督ジャン＝ポール・サヴィニャック、1965年 - 製作主任
- 男性・女性 Masculin féminin: 15 faits précis : 監督ジャン＝リュック・ゴダール、1966年 - 製作主任
- バルタザールどこへ行く Au hasard Balthazar : 監督ロベール・ブレッソン、1966年 - 製作主任
- 創造物たち Les Créatures : 監督アニエス・ヴァルダ、1966年 - 製作主任
- ロシュフォールの恋人たち Les demoiselles de Rochefort : 監督ジャック・ドゥミ、1967年 - 製作主任
- 少女ムシェット Mouchette : 監督ロベール・ブレッソン、1967年 - 製作主任
- 中国女 La chinoise : 監督ジャン＝リュック・ゴダール、1967年 - 製作主任
- ポーラの涙 Bye bye, Barbara : 監督ミシェル・ドヴィル、1968年 - 製作主任
- めざめ Benjamin ou les Mémoires d'un puceau : 監督ミシェル・ドヴィル、1968年 - 製作主任
- ジュ・テーム、ジュ・テーム Je t'aime, je t'aime : 監督アラン・レネ、1968年 - 製作主任
- イヴ・モンタンの深夜列車 Un soir : 監督アンドレ・デルヴォー、1968年 - 製作主任
- 気まぐれに愛して L'Ours et la Poupée : 監督ミシェル・ドヴィル、1969年 - 製作主任
- 何が起きてもおかしくない Tout peut arriver : 監督フィリップ・ラブロ、1969年 - 製作主任
- 風の季節 La Maison des bories : 監督ジャック・ドニオル＝ヴァルクローズ、1970年 - 製作主任
- ロバと王女 Peau d'âne : 監督ジャック・ドゥミ、1970年 - 製作主任
- 最後の男 Le Dernier Homme : 監督シャルル・L・ビッチ、1970年 - 製作主任
- ラファエルあるいは道楽者 Raphaël ou le Débauché : 監督ミシェル・ドヴィル、1971年 - 製作主任
- ブレでの再会 Rendez-vous à Bray : 監督アンドレ・デルヴォー、1971年 - 製作主任
- 移植脳を持つ男 L'homme au cerveau greffé : 監督ジャック・ドニオル＝ヴァルクローズ、1971年 - プロデューサー
- La ville-bidon : 監督ジャック・バラティエ、1973年 - 製作主任
- スカートめくりのコリノのとても素敵なとても楽しい物語 L'Histoire très bonne et très joyeuse de Colinot trousse-chemise : 監督ニナ・コンパネーズ、1973年 - 製作主任
- 幸福な離婚 Un divorce heureux : 監督ヘニング・カールセン、1975年 - エグゼクティヴプロデューサー
- 黄金の夜 Nuit d'or : 監督セルジュ・モアーティ、1976年 - エグゼクティヴプロデューサー
- プロビデンス Providence : 監督アラン・レネ、1977年 - エグゼクティヴプロデューサー
- L'Apprenti salaud : 監督ミシェル・ドヴィル、1977年 - プロデューサー
- Le Dossier 51 : 監督ミシェル・ドヴィル、1978年 - プロデューサー
- ジャンヌ・モローの思春期 L'Adolescente : 監督ジャンヌ・モロー、1979年 - プロデューサー
- アメリカの伯父さん Mon oncle d'Amérique : 監督アラン・レネ、1980年 - プロデューサー
- 狼の口 La gueule du loup : 監督ミシェル・レヴィアン、1981年 - プロデューサー
- U・ボート Das Boot : 監督ウォルフガング・ペーターゼン、1981年 - フランス側製作主任
- 炎のごとく Tout feu : 監督ジャン＝ポール・ラプノー、1982年 - プロデューサー
- 人生は小説 La vie est un roman : 監督アラン・レネ、1983年 - プロデューサー
- 死に至る愛 L'Amour à mort : 監督アラン・レネ、1984年 - プロデューサー
- タキシード Tenue de soirée : 監督ベルトラン・ブリエ、1986年 - 製作統括
- 爆弾競争 Race for the Bomb : 監督ジャン＝フランソワ・ドラシュー / アラン・イーストマン、テレビ映画、1987年 - プロデューサー
- 黒の過程 L'Œuvre au noir : 監督アンドレ・デルヴォー、1988年 - プロデューサー
- トト・ザ・ヒーロー Toto le héros : 監督ジャコ・ヴァン・ドルマル、1991年 - プロデューサー
- ミシシッピ・ワン Mississippi One : 監督サラ・ムーン、1991年 - エグゼクティヴプロデューサー

## 註
1. 1 2  Philippe Dussart, Internet Movie Database （英語）, 2009年10月20日閲覧。
2. 1 2 3 4 5 6 7  Philippe Dussart - IMDb（英語）, 2009年10月20日閲覧。